# Robert L. May
Robert Lewis May (Queens, 27 luglio 1905 – Evanston, 10 agosto 1976) è stato uno scrittore statunitense, il creatore di Rudolph la renna dal naso rosso.

## Biografia
Robert L. May è cresciuto a New Rochelle (USA) in una secolare e ricca famiglia ebrea. Aveva un fratello e due sorelle: una è la nonna del famoso economista Steven Levitt (autore di Freakonomics), l'altra sposò Johnny Marks (autore della canzone natalizia Rudolph the Red-Nosed Reindeer). May si diplomò al Dartmouth College.
I suoi genitori vennero colpiti duramente dalla grande depressione del 1929 e persero tutte le ricchezze.
Negli anni '30 May si trasferì a Chicago e trovò lavoro presso la Montgomery Ward come autore di testi pubblicitari; nel 1939 il suo capo gli chiese di scrivere una gioiosa storia a tema natalizio in cui il protagonista avrebbe dovuto essere un animale. Fu così che nacque Rudolph la renna dal naso rosso. La scelta di May, di utilizzare una renna come personaggio principale, è dovuta al fatto che sua figlia Barbara (che all'epoca aveva 4 anni) amava le renne dello zoo di Chicago.
Sua moglie Evelyn, malata di cancro già dal 1937, morì nel luglio 1939. Il capo della Montgomery Ward diede a May la possibilità di lasciare l'incarico di completare la storia di Rudolph in luce della morte di sua moglie, ma egli rifiutò e completò il libretto nell'agosto 1939.
La storia di Rudolph venne pubblicata durante il periodo natalizio del 1939 e registrò una vendita di 2,4 milioni di copie.
Nel 1941 May si sposò con un'impiegata della Montgomery Ward, di nome Virginia, da cui ebbe 5 figli. Si pensa che May si convertì al cattolicesimo in seguito al matrimonio con la sua seconda moglie (donna cattolica).
Nel 1947 scrisse il sequel di Rudolph la renna dal naso rosso, ma venne pubblicato nel 1992 con il titolo Rudolph's Second Christmas (Il secondo Natale di Rudolph), cambiato nel 2006 in Rudolph to the Rescue (Rudolph alla riscossa).
Nel 1949 suo cognato Johnny Marks adattò la storia di Rudolph in una canzone intitolata Rudolph the Red-Nosed Reindeer, diventata col passare degli anni una delle canzoni natalizie più conosciute.
Robert L. May è seppellito nel cimitero di Saint Joseph a River Grove (USA).